# La lliçó de dansa
La lliçó de dansa és un oli sobre tela del pintor francès Edgar Degas crear cap a l'any 1879 que es conserva a la National Gallery of Art de Washington DC, als Estats Units. Hi ha com a mínim una altra obra de Degas amb aquest títol, també creada el 1879, que és un pastel. La lliçó de dansa es conserva a la National Gallery of Art de Washington D.C. Abans de la seva donació el 1995, la pintura formava part de la col·lecció de Paul Mellon, que l'adquirí el 1957. Abans d'això havia estat cedida al Boston Museum of Fine Arts a la dècada de 1920 i el 1937 fou cedida a una exxposició sobre Degas a París pel llavors seu propietari, Mrs Fiske Howard.

## Composició
La pintura és la primera d'una sèrie d'unes 40 obres que Degas pintà en aquest format horitzontal. Mesura 38 × 88 cm.
A l'esquerra hi ha un contrabaix amb una ballarina exhausta que du un xal de color taronja llampant asseguda a sobre. També hi havia una funda de violí que, encara que s'esborrà, encara és visible. Al centre de la pintura hi ha una ballarina amb un xal rosa que seu en una cadira i una altra ballarina davant seu, girada d'esquena, que s'ajusta la faixa de color fosc del seu vestit. A la dreta del tot, al fons de l'habitació, un grup de dansaires practica els seus moviments sota la llum que passa a través d'una gran finestra.
La pintura fou composta detingudament i mostra la inspiració que Degas obtenia de les impressions japoneses, amb figures col·locades expressament apartades del centre de la imatge o tallades en angles inesperats, i amb el gran terra de l'habitació que sembla aixecar-se cap amunt.